# Ричлендтаун (Пенсільванія)
Ричлендтаун (англ. Richlandtown) — місто (англ. borough) в США, в окрузі Бакс штату Пенсільванія. Населення — 1353 особи (2020).

## Географія
Ричлендтаун розташований за координатами 40°28′21″ пн. ш. 75°19′16″ зх. д. / 40.47250° пн. ш. 75.32111° зх. д. (40.472530, -75.321158).  За даними Бюро перепису населення США в 2010 році місто мало площу 0,67 км², уся площа — суходіл.

### Клімат
| Клімат : Ричлендтаун    | Клімат : Ричлендтаун | Клімат : Ричлендтаун | Клімат : Ричлендтаун | Клімат : Ричлендтаун | Клімат : Ричлендтаун | Клімат : Ричлендтаун | Клімат : Ричлендтаун | Клімат : Ричлендтаун | Клімат : Ричлендтаун | Клімат : Ричлендтаун | Клімат : Ричлендтаун | Клімат : Ричлендтаун | Клімат : Ричлендтаун |
| Показник                | Січ.                 | Лют.                 | Бер.                 | Квіт.                | Трав.                | Черв.                | Лип.                 | Серп.                | Вер.                 | Жовт.                | Лист.                | Груд.                | Рік                  |
| Абсолютний максимум, °C | 20,0                 | 26,3                 | 30,2                 | 33,1                 | 34,2                 | 35,2                 | 38,9                 | 36,9                 | 35,4                 | 31,9                 | 25,8                 | 22,7                 | 38,9                 |
| Середній максимум, °C   | 3,1                  | 4,8                  | 9,9                  | 16,7                 | 22,2                 | 27,1                 | 29,3                 | 28,4                 | 24,4                 | 18,2                 | 11,8                 | 5,2                  | 16,8                 |
| Середня температура, °C | −1,6                 | −0,2                 | 4,4                  | 10,4                 | 15,9                 | 20,9                 | 23,3                 | 22,4                 | 18,3                 | 12,0                 | 6,4                  | 0,7                  | 11,2                 |
| Середній мінімум, °C    | −6,1                 | −5,2                 | −1,2                 | 4,2                  | 9,6                  | 14,9                 | 17,3                 | 16,5                 | 12,3                 | 5,9                  | 1,1                  | −3,7                 | 5,5                  |
| Абсолютний мінімум, °C  | −26,9                | −20,9                | −17,3                | −9,2                 | 0,3                  | 4,2                  | 8,2                  | 5,1                  | 1,5                  | −4,7                 | −10,4                | −19,6                | −26,9                |
| Норма опадів, мм        | 78                   | 69                   | 92                   | 98                   | 103                  | 110                  | 103                  | 87                   | 105                  | 97                   | 94                   | 89                   | 1123                 |
| Вологість повітря, %    | 68.4                 | 65.9                 | 60.2                 | 60.0                 | 64.3                 | 69.3                 | 69.5                 | 72.1                 | 72.9                 | 70.9                 | 69.8                 | 71.3                 | 67.9                 |
| ----------------------- | -------------------- | -------------------- | -------------------- | -------------------- | -------------------- | -------------------- | -------------------- | -------------------- | -------------------- | -------------------- | -------------------- | -------------------- | -------------------- |
| Джерело: PRISM          |                      |                      |                      |                      |                      |                      |                      |                      |                      |                      |                      |                      |                      |

## Демографія
Згідно з переписом 2010 року, у селищі мешкало 1327 осіб у 468 домогосподарствах у складі 321 родини. Густота населення становила 1968 осіб/км².  Було 497 помешкань (737/км²).
Расовий склад населення:
| - 95,7 % — білих - 1,1 % — чорних або афроамериканців - 0,4 % — азіатів - 0,1 % — вихідців з тихоокеанських островів - 1,0 % — осіб інших рас |

До двох чи більше рас належало 1,8 %. Частка іспаномовних становила 3,2 % від усіх жителів.
За віковим діапазоном населення розподілялося таким чином: 21,3 % — особи молодші 18 років, 60,9 % — особи у віці 18—64 років, 17,8 % — особи у віці 65 років та старші. Медіана віку мешканця становила 39,5 року. На 100 осіб жіночої статі у селищі припадало 88,8 чоловіків;  на 100 жінок у віці від 18 років та старших — 83,5 чоловіків також старших 18 років.
Середній дохід на одне домашнє господарство  становив 68 530 доларів США (медіана — 63 707), а середній дохід на одну сім'ю — 75 673 долари (медіана — 66 838). Медіана доходів становила 54 688 доларів для чоловіків та 29 808 доларів для жінок. За межею бідності перебувало 9,2 % осіб, у тому числі 13,9 % дітей у віці до 18 років та 6,1 % осіб у віці 65 років та старших.
Цивільне працевлаштоване населення становило 660 осіб. Основні галузі зайнятості: освіта, охорона здоров'я та соціальна допомога — 23,9 %, виробництво — 15,5 %, роздрібна торгівля — 12,3 %, будівництво — 9,8 %.